# Francesos
Els francesos (en francès, les Français) són els ciutadans de França, que prenen el seu nom dels francs (que vol dir "lliures"), una tribu germànica que envaí la Gàl·lia cap a la fi de l'Imperi Romà.

## La problemàtica de la definició de "francès"
En definir els francesos cal distingir entre els significats legal i etnocultural. En un sentit legal, els francesos són la gent sobirana de França, composta pels ciutadans de França, independentment dels seus orígens ètnics i d'opinions religioses. Els francesos, per tant són tots els ciutadans de França incloent-hi els ciutadans dels Departaments i Territoris Francesos d'Ultramar. Així doncs, els membres de qualsevol altre grup humà poden ser considerats francesos si tenen la nacionalitat francesa, ja sigui per jus soli ("dret del territori") o per naturalització.
El segon significat no és necessàriament equivalent al concepte de Français de souche o francès "indígena", que és tradicionalment emprat pel discurs de grups de l'extrema dreta com en Front Nacional (FN). L'etnicitat francesa, essent aquesta lligada a un estat modern, és complexa i heterogènia. Seguint la definició d'etnicisme de Smith, la majoria de francesos se senten lligats per una mateixa llengua, cultura i creença d'un origen comú. Seria infundat classificar de francès nacional a algú sense coneixements de francès, sense ascendència francesa i sense trets culturals en comú amb la resta de francesos ètnics. La identitat també és un factor important: un ciutadà francès s'ha d'identificar com a francès i compartir aquests llaços comuns amb altres membres del grup humà. Finalment hi ha la qüestió de la lleialtat política a la República Francesa. Des de la Revolució Francesa, la identitat nacional francesa s'ha forjat en les bases de la ciutadania, creant-ne una estructura identitària. Les successives onades d'immigrants al llarg del segle xx han estat ràpidament assimilades en la cultura francesa. En aquest sentit els majors problemes d'integració han estat amb la gent manifestament diferent des del punt de vista racial o pertanyent a altres religions, però això no impedeix que també es puguin sentir francesos.
La complexitat del que vol dir ser francès ha conduït a diverses definicions del concepte, properes a les definicions legals, els intents de classificar basant-se en l'ascendència:
Segons Dominique Schnapper, membre del Consell Constitucional de França, "La concepció clàssica de la nació és la d'una entitat que, contràriament al grup ètnic, afirma ella mateixa de ser una comunitat oberta que desitja viure junta expressant-ho amb l'acceptació d'unes normes d'un domini públic unificat que transcendeix dels particularismes." Aquesta raó és problemàtica per una llista de raons:
- El concepte d'una comunitat oberta basada enterament en la ciutadania i valors comuns contradiu la insistència de l'estat de tenir una sola llengua, cultura i identitat. El centralisme francès (jacobinisme) efectivament proscriu la diversistat cultural a França i imposa la identitat i etnicitat francesa basada en la França europea.
- Una definició dels francesos basada en la seva ciutadania podria excloure a gent d'ascendència francesa, llengua i cultura francesa, que per la raó que sigui no té la ciutadania francesa
- D'aquesta menera s'inclouria els ciutadans de França (per exemple, en territoris d'ultramar com Nova Caledònia) que no es consideren a si mateixos com a francesos i que tenen la seva pròpia llengua, cultura i herència sense relació amb la França europea.
- Els conflictes d'identitat són una característica de la societat francesa. Molts ciutadans francesos, particularment entre la comunitat nord-africana, s'identifiquen amb els seus orígens ètnics i l'estat originari dels seus pares, molt més que amb França. És habitual per part dels francesos d'origen magribí, referir-se al seu país d'origen com al seu "bled" (país en àrab) al que centenars de milers dels quals retornen cada estiu de vacances. Aclamar els equips de futbol d'Algèria, el Marroc o Tunísia contra els partits en contra de França és habitual entre els fills d'immigrants magribins. En aquest sentit tindria base fer una distinció sociològica entre els conceptes de ciutadania i etnicitat a França.

Diverses fonts angleses enter elles el Departament d'Estat dels EUA, defineixen els francesos com un grup ètnic consistent majoritàriament en "celtes i llatins amb teutons" amb minories "eslaves, nord-africanes, de l'Àfrica sub-sahariana, indoxineses, i basques". Els "celtes i llatins amb teutons" podrien ser vistos com els francesos ètnics originals que va donar el que avui és considerat la França europea. Tanmateix aquesta discussió està en disputa per una sèrie de raons:
- Ajuntant tots els indígenes de França junts en un no existent de "grup de celtes i llatins amb teutons" no té en compte els enclavaments ètnics de l'estat francès (occitans, bretons, catalans, etc.). Molt dels quals no varen aprendre a parlar francès fins als inicis del segle xx.
- Per tant, és inacceptable definir el grup ètnic només pel fet que els seus membres són blancs, de l'Europa Occidental i indígenes de la regió geogràfica del que actualment és França. Especialment quan en molts de casos no hi ha diferències culturals significatives entre ells i els ciutadans francesos amb pares o avis immigrants.
- La llista de minories provinents de les emigracions del segle xx és simplista i incompleta. Minories amb molts individus inclou a portuguesos, espanyols, italians, armenis i grecs que no són esmentats en la definició. També és simplista considerar els "nord-africans" com una "minoria ètnica". Poden ser dividits en marroquins, tunissians i algerians, però també i potser és més important, en amazics o àrabs (o araboparlants) així com en musulmans o jueus nord-africans.
- Aquesta definició, que implica (sense indicar-ho obertament) l'existència de francesos indígenes oposats a les minories immigrades, és ofensiva per alguns ciutadans francesos que la consideren contrària als principis de la República Francesa i a la definició de ciutadania francesa. Cal admetre al mateix temps que la definició emparada és acurada i que va amb compte de no parlar del "francès ètnic". A més els bascos queden absolutament al marge d'aquesta definició.

En els anys passats, el debat sobre la discriminació social ha esdevingut més i més important, a vegades barrejant-se amb assumptes ètnics, sobretot pel que fa a l'anomenada "segona generació d'immigrants", que són els ciutadans francesos nascuts a França fills d'immigrats França ha patit una elevada taxa d'immigració de la resta d'Europa, Àfrica i Àsia al llarg del segle xx, cosa que explica que una important minoria de la població francesa tingui diverses ascendències ètniques. Segons Michèle Tribalat, investigador de l'INED, és molt difícil fer estimacions sobre el nombre d'immigrants francesos o els fills d'immigrants a causa de l'absència d'estadístiques oficials. Només n'hi ha tres fetes els anys 1927, 1942 i 1986. Segons l'estudi del 2004 n'hi ha uns 14 milions amb ascendència estrangera (immigrants amb com a mínim un avi immigrant), 5,2 són d'ascendència sud-europea (Itàlia, Espanya, Portugal), i uns 3 milions del Magrib. Així doncs, el 23% dels ciutadans francesos tenen com a mínim un pare o avi immigrant. No es coneix estudis que recullin dades d'escales de temps superiors a les immigracions en massa iniciades en el segle xx.
A l'estranger, el francès és parlat a tot de països diferents, en particupar a les antigues colònies. Tanmateix, parlar la llengua francesa és molt diferent a ser francès: es pot parlar francès sense ser francès. Així doncs, pertànyer a la Francofonia no ha de ser confós amb ser francès. Per exemple, molts francoparlants suïssos (Romandia) no són de França i sovint ni catòlics (de fet varen acollir a huguenots perseguits religiosament), estan molt orgullosos de la seva identitat i no es consideren a si mateixos francesos. Els negres anglòbons de l'illa de Sant Martí tenen la nacionalitat francesa tot i no parlar el francès, mentre que els veïns haitians el parlen (a més del crioll) i no la tenen. A més, tot i que la majoria de francesos parlen francès com a llengua materna, hi ha hagut períodes de la història en els que grans poblacions de ciutadans francesos tenien altres llengües maternes (alemany, català…). Una gran quantitat de gent amb ascendència francesa de fora d'Europa parlaven altres llengües primeres, particularment anglès a Amèrica del Nord, castellà a Amèrica del Sud i afrikaans a Sud-àfrica.
La United States Census Bureau i Statistics Canada recullen les declaracions d'ascendència francesa i origen ètnic entre els ciutadans canadencs i dels EUA. Les preguntes realitzades als Estats Units i al Canadà no eren idèntiques i les dades recollides no són comparables. Tot i així, pot ser que no sigui suficient per distingir-los com un grup ètnic, ja que poden ser gens diferenciables de la resta de ciutadans d'aquests països. Cal fer notar que les dades han estat extrapolades d'unes mostres enormes per tal de produir dades nacionals.
En els cens d'altres països també hi figuren persones d'ascendència francesa com a Mèxic, Brasil, Alemanya, Gran Bretanya, Austràlia, Sud-àfrica i altres països europeus, tot i que la migració francesa hi és relativament baixa. Existeixen enclavaments de cultura francesa a Navarra, a Aosta província d'Itàlia, el land de Saar a Alemanya, i al Gran Ducat de Luxemburg. Així mateix, els estats de Grècia, Romania, Portugal, els Països Baixos, les Filipines i Nova Zelanda tenen records d'ascendència ètnica francesa.
Per a informació sobre la comunitat jueva francesa vegeu l'article: Història dels jueus a França.

## Història
El terme "francès" (provinent dels francs) no ha de ser confós amb el concepte modern de ciutadania francesa, que és herència de la Revolució Francesa del 1789: per ser francès, segons el primer article de la constitució cal ser un ciutadà francès, sense importar l'origen, raça, o religió (sans distinction d'origine, de race ou de religion). Els diferents conceptes han evolucionat els uns dels altres al llarg de la història.

### Història de la Gàl·lia

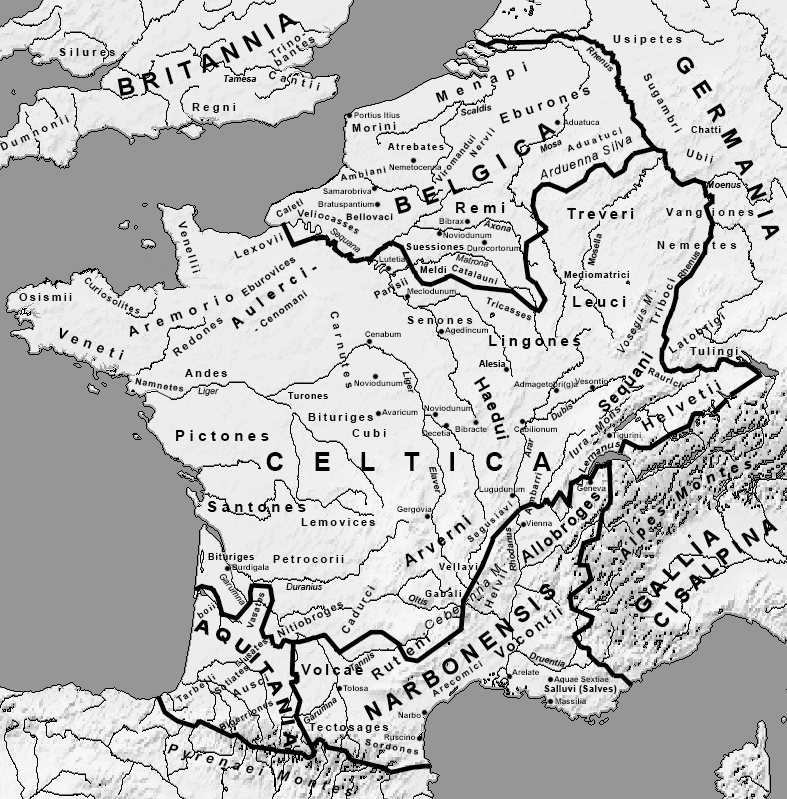
La Gàl·lia abans de la conquesta romana del 58 aC.
La Gallia Narbonensis estava influenciada i habitada per grecs i ibers.
L'Aquitània estava habitada i influenciada pels bascos.
Bèlgica estava influenciada per tribus germàniques

En l'era preromana, tota la Gàl·lia (una àrea de l'Europa Occidental que comprenia tot el que avui és França, Bèlgica, part d'Alemanya, de Suïssa i del nord d'Itàlia) estava habitat per una varietat de gent col·lectivament coneguda com a gals. Els seus avantpassats eren immigrants celtes provinents de l'Europa Central d'ençà el segle vii aC i varen dominar els pobles nadius com els ligurs.
La Gàl·lia va ser conquerida entre el 58 i el 51 aC per les tropes romanes sota les ordres de Juli Cèsar (excepte el sud-est que ha havia estat conquerit en el segle anterior). L'àrea va romandre llavors part de l'Imperi Romà. Durant els cinc següents segles les dues cultures es varen barrejar donant lloc als gal·loromans. El gal va ser substituït progressivament pel llatí vulgar, que es corrompria en molts dialectes entre ells el francès. Actualment, l'últim reducte de la llengua i cultura cèltica de França és a la Bretanya, tot i que de fet no es tracta de la pervivència del gal sinó del britònic que varen dur pobladors celtes de la Gran Bretanya en el segle v.

### Els francs
Amb la decadència de l'Imperi Romà un nou poble va entrar amb força en el territori: els francs, dels que prové la paraula "francès". Eren una tribu germànica que va començar a filtrar-se pel riu Rin des de l'àrea de l'actual Alemanya a partir del segle iii. Als inicis del segle vi, els francs, liderats pel seu rei Merovingi Clovis I i els seus fills, havien consolidat el seu poder en bona part de l'actual França. La seva cultura es va diluir en la del territori. Un altre grup gemànic important que va envair el territori varen ser els normands, un grup de vikings provinents de les actuals Noruega i Dinamarca, que varen ocupar la regió del nord coneguda actualment com a Normandia, però això ho varen fer en el segle ix. Els vikings es varen anar casant amb la població de la terra, fonent-s'hi i acceptant el cristianisme en el procés. Varen ser els que dos segles més tard varen dur a terme la conquesta normanda d'Anglaterra. L'independent ducat de Normandia acabà incorporant-se al Regne de França.

### Segles XV a XVIII: Regne de França
900 anys després de les invasions normandes, França tenia una població assentada. A diferència d'altres zones d'Europa, França va experimentar una relativament baixa taxa d'emigració cap a les Amèriques, amb l'excepció dels hugonots. Tanmateix, sí que es varen establir poblacions significatives de francesos a les províncies d'Acàdia, el Canadà i Louisiana, en el seu temps possessions franceses, així com les a les Índies Occidentals, les Illes Mascarenyes i Àfrica.

### Segles XIX a XXI: la creació de l'estat nació francès
L'estat nació francès no va aparèixer fins passada la Revolució Francesa de 1789 i l'Imperi de Napoleó. Va substituir l'antic Regne de França regit pel dret diví del rei. Segons l'historiador Eric Hobsbawm, "la llengua francesa ha estat escencial per al concepte de França, tot i que el 1789 el 50% de la població francesa no la parlava gens i només un 12 o 13% la parlava adequadament - el fet és que fins i tot dintre de les zones de les llengües d'oïl no es parlava excepte en les ciutats i en aquestes ni tan sols en els suburbs. en ewl nord i el sud de França quasi ningú parlava francès. Del que disposava el francès era d'un estat que el podia convertir en la "llengua nacional" que fes que es convertís en la primera llengua de la població com la Unificació Italiana va fer que l'italià que només parlava un 2,5% de la població pogués convertir-se en la llengua de tota la ciutadania." Hobsbawm destaca el paper de reclutament, inventat per Napoleó, als anys 1880 en el que es barrejava molt tipus diferents de francesos i s'emmotllaven a un perfil nacionalista que va crear el ciutadà francès, amb la consciència de pertànyer a una nació comuna mentre que les diverses llengües de França eren progressivament erradicades.
La Guerra Francoprossiana de 1870 que va conduir a l'efímera Comuna de París de 1871, es va instrumentalitzar per esperonar els sentiments patriòtics; fins a la Primera Guerra Mundial (1914-1918), els polítics francesos mai havien perdut del tot les pretensions sobre la regió d'Alsàcia-Lorena, que va tenir un paper principal en la definició de la nació francesa i, per tant, dels francesos. Durant l'Afer Dreyfus els antisistemes varen esdevenir evidents. L'intel·lectual Charles Maurras, membre del partit ultradretà antiparlamentarista Action Française va inventar el neologisme de l'anti-França, que va ser un dels primers intents de rebutjar la definició de francès com a qualsevol dels ciutadans de França independentment del seu origen ètnic o creences religioses. L'expressió de Charles Maurras de l'anti-França oposava als franceos catòlics als jueus, fransmassons, protestants i els métèques.
Les dinàmiques de la població francesa varen començar a canviar a mitjans del segle xix, quan França va pujar al carro de la Revolució Industrial. L'establiment del creixement industrial va atraure a milions d'immigrants europeus durant el següent segle, especialment quantitats importants de polonesos, belgues, portuguesos, italians i espanyols. En el període de 1915 a 1950 molt dels emigrants varen ser txecoslovacs, hongaresos, russos, escandinaus i iugoslaus. En els anys 1970 hi va haver petites emigracions de retorn de descendents de francesos a l'Argentina i a Xile, però ja s'havien culturalitzat segons els països d'on venien. Un nombre petit però significatiu de francesos del nord i del nord-est té parents a Alemanya i la Gran Bretanya. La llei francesa va afavorir que milers de colons ètnicament o nacionalment francesos de les antigues colònies franceses del nord-est d'Àfrica, l'Índia o Indoxina poguessin anar a viure a França. En els anys 1970 uns 30.000 colons francesos varen abandonar Cambodja durant el règim de Khmers Rojos així que el govern de Pol Pot va confiscar les seves granges i propietats.
En els anys 60 va emigrar a França una segons onada d'immigració que va era necessitada com a mà d'obra barata per a finalitats de reconstrucció després de la devastació de la Segona Guerra Mundial. Els empresaris francesos varen anar als països del Magrib a la recerca d'aquesta mà d'obra barata, encoratjant-los, per tant a emigrar cap a França. El seu establiment es va oficialitzar amb la llei de reagrupació familiar de 1976 del govern de Jacques Chirac. Des de llavors, l'emigració ha estat molt variada, encara que després va deixar de ser un gran receptor d'immigració comparant-ho amb altres països europeus. L'elevat impacte de la immigració àrab i africana ha dut a conflicte racials i religiosos ha una gent que s'havia vist com a cristiana i blanca durant segles.

## Poblacions amb ascendència francesa
A l'hemisferi occidental hi ha una població mesurable que declaren tenir un origen ètnic francès. La província canadenca del Quebec és el centre de la vida francesa a Amèrica. Al Quebec hi ha expressions artístiques, mediàtiques i d'aprenentatges del francès plenament vives. Hi ha comunitats mesurables de francocanadencs escampades a la resta de províncies franceses, especialment a Ontario i Nova Brunswick.
Els Estats Units són llar de milions de persones d'ascendència francesa, particularment a Louisiana, Nova Anglaterra i parts del mig oest. La comunitat francesa de Louisiana consisteix en criolls, descendents dels colons francesos que s'hi varen establir quan Louisiana encara era una colònia francesa, i els cajuns, els descendents acadis refugiats de la Gran Deportació Acàdia. A Nova Anglaterra, la vasta majoria d'immigració francesa del segle xix i principis del segle xx va venir no de França sinó del Quebec (diàspora quebequesa. Aquests francocanadencs varen arribar per treballar en els molins de la fusta, plantes tèxtils que varen aparèixer a tota la regió que s'estava industrialitzant. Actualment, prop del 25% de la població de Nou Hampshire té ascendència francesa, la més elevada de qualsevol estat.
Cal fer notar que les colònies angleses i holandeses prerevolucionàries d'Amèrica varen atreure grans quantitats de francesos hugonots víctimes de la persecució religiosa a França. En la colònia holandesa que més tard esdevindria Nova York i el nord-est de Nova Jersey, aquests francesos hugonots, quasi idèntics en religió a l'Església Holandesa Reformada, va assimilar-ne la pràctica totalitat dintre de la comunitat holandesa. Una quantitat important poden haver perdut la totalitat de consciència del seu origen francès fins i tot modificant-se els cognoms (exemples: de la Montagne > Vandenberg per traducció; de Vaux > DeVos o Devoe per reescripció fonètica). Els hugonots varen aparèixer en tot el que eren les colònies angleses i varen ser igualment assimilitats. Encara que la població de francesos que es va establir pogués igualar en gruix la que es va establir al Quebec, va ser assimilitat a la població anglòfona de manera que han deixat molt poques traces de la seva influència cultural. Nova Rochelle va ser batejada així per la Rochelle, una de les fonts emissores d'hugonots a la colònia holandesa i Nova Paltz, és un dels pocs assentaments no urbans d'hugonots que no varen experimentar un reciclatge massiu d'edificis en el desenvolupament habitual de les ciutats.
A la resta de les Amèriques, la majoria de descendència de població francesa de Sud-amèrica pot ser trobada a l'Argentina, el Brasil, l'Uruguai (vegeu francouruguaià) i Xile.
A més dels quebequesos, acadians, cahuns i Métis, altres poblacions d'ascendència francesa fora de la França europea inclou els caldoches de Nova Caledònia, zoreilles i petits-blancs de diverses illes de l'oceà Índic.
A Europa, se sap que grans quantitats d'hugonots es varen establir al Regne Unit i en àrees protestants d'Alemanya, (especialment la ciutat de Berlín). Diverses persones d'aquests dos països encara duen noms francesos, tot i que la seva cultura i identitat ja ha estat completament assimilada.

## Llengües

Llengües de França

Articles principals: francès, llengües de França.
El francès és la llengua materna de la majoria de francesos, és una llengua romànica, una de les moltes derivades del llatí. La seva base llatina va ser influenciada tant en la sintaxi com en la gramàtica el pre-substrat celta de la Gàl·lia preromana, les llengües germàniques dels francs i els normands. Més recentment ha estat fortament influenciat per llengües globals, particularment per l'anglès i el castellà.
El francès no és, però, l'única llengua parlada pels habitants de França. Hi ha diverses llengües locals, moltes de les quals en perill per la pressió del francès. N'hi ha com l'occità, el bretó i el cors que estan patint algun procés de recuperació lingüística després dels tímids moviments regionalistes començats als anys 1970:
- Alsacià una variant del baix alamànic parlat a Alsàcia.
- Arpità o francoprovençal, llengua romànica alpina i del sud-est de França amb els seus diversos dialectes : 
  - Lyonnais
  - Savoyard
- Basc, una llengua aïllada parlada al País Basc del Nord
- Bretó, una llengua cèltica de la Bretanya
- Català a la Catalunya Nord (i escampat per tot el territori dins nombroses comunitats de gitanos catalans que han conservat la llengua).[14][15]
- Cors a l'illa de Còrsega.
- Flamenc occidental, a la frontera amb Bèlgica.
- Gallo, a la Bretanya.
- Normand, a la Normandia.
- Occità a Occitània, o sigui el terç sud de l'estat. Té diversos dialectes:
  - Gascó (Sud-est de França)
  - Alvernès (Centre de França)
  - Llemosí (Centre de França)
  - Llenguadocià (Sud-est de França)
  - Provençal, en el que s'hi inclou el niçard parlat a Niça
- Picard, al nord de França, amb diversos dialectes:
  - Chtimi
  - Rouchi
- Poitevin-Saintongeais, a la part occidental

Altres llengües parlades a França o en els territoris d'ultramar són:
- Llengües polinèsies, (Polinèsia Francesa)
- Llengües criolles, (Antilles Franceses)
- Castellà, parlada per comunitats sefardites i gitanes del sud de França.
- Altres llengües d'immigrants: àrab, amazic, portuguès, castellà, italià, polonès, rus, serbocroata, xinès, vietnamita, khmer, wòlof, turc, hindustànic, armeni, etc.